# Surviving the Abyss
Surviving the Abyss (рус. Выживание в бездне) — компьютерная игра в жанре градостроительного симулятора, разрабатываемая Rocket Flair Studios и издаваемая Paradox Arc (подразделением Paradox Interactive) для ОС Windows. Была анонсирована 17 ноября 2022 года. 17 января 2023 года вышла в ранний доступ.

## История разработки
17 ноября 2022 года издательство Paradox Interactive под лейблом Paradox Arc, созданным для помощи небольшим разработчикам, анонсировало игру, над которой работает ирландская студия Rocket Flair Studios, известная по ранее выпущенной Dynasty of the Sands, также в жанре градостроительного симулятора. 
Выход в ранний доступ Steam произошёл 17 января 2023 года.

## Сюжет
1976 год, разгар Холодной войны.
Игрокам поручают возглавить глубоководный исследовательский центр, который в обстановке тайны занят созданием генетического оружия на основе клонирования человека.

## Игровой процесс
Руководя базой игроку предстоит добывать ресурсы, исследовать дно океана, следить за наличием кислорода, энергии и еды, чтобы сохранить жизнь команды. Основной целью является расширение и развитие колонии, а также отлавливать редких приспособленных для жизни в данных условиях животных для создания новых особей. Каждый генетический образец имеет 4 свойства: «тип» (какой представитель экипажа может работать над этим геномом: «Универсал», «Ученый», «Инженер»), «потенциал», «использование» и «мутация» (продолжительность жизни созданных клонов).
Строительство базы идёт по принципу квадратной сетки с возможностью строить здания и туннели под углом в 45 градусов. Возможно изучение технологий, повышающих эффективность работы и дающих возможность построить дополнительные модули некоторых зданий.
Чтобы расширять область влияния, предстоит устанавливать на дне осветительные маяки, проводить сканирование территории и отправлять разведывательные экспедиции и строить туннели. Также возможно возведение аванпостов для строительство за пределами основной базы.
На старте игры команда базы состоит из 12 человек, по мере выполнения поставленных задач на базу будут спускаться дополнительный персонал. Экипаж разделён на 4 класса: универсалы (самый распространенный тип, могут работать почти во всех зданиях однако не дают никаких дополнительных преимуществ), учёные (работают в научных зданиях), инженеры и исследователи, последние три класса считаются специалистами, которые повышают эффективность и предоставляют функциональный доступ к возможностям зданий в середине и концовке игры.
Члены экипажа имеют следующие потребности: здоровье, голод и качество еды, кислород и качество воздуха, отдых, жилье и занятость, свет. Как руководителю проекта игроку предстоит следить за уровнем отношений с экипажем, выполнять их требования и избегать угрозы бунта.
В игре есть три типа ресурсов:
- Строительные материалы (бетон, кварц, железо, сталь, алюминий и медь);
- Топливо;
- Еда.

Ресурсы добываются с помощью экстракторов (различаются по скорости сбора, производительности, количеству и типу необходимого персонала), шахтных реле и подводных лодок. Отдельные виды ресурсов представлены ограниченным количеством, а не бесконечными месторождениями. В игре будут ресурсные цепочки: так, из необработанного железа можно будет сделать сталь. Часть важных ресурсов останется вне их досягаемости, и там игрока будет ждать опасность.